# مايكل هوبز
مايكل هوبز (بالإنجليزية: Michael Hobbs)‏ هو لاعب اتحاد الرغبي نيوزيلندي، ولد في 18 أكتوبر 1987 في ويلينغتون في نيوزيلندا.

## وصلات خارجية
- مايكل هوبز على موقع ItsRugby.co.uk (الإنجليزية)